# Psilogramma dantchenkoi
Psilogramma dantchenkoi là một loài bướm đêm thuộc họ Sphingidae. Loài này có ở Java ở Indonesia.